# أرجمون أزرق

أرجمون أزرق أو خشخاش شائك أزرق (الاسم العلمي:Argemone glauca) هو نوع من النباتات يتبع جنس الأرجمون من الفصيلة الخشخاشية.

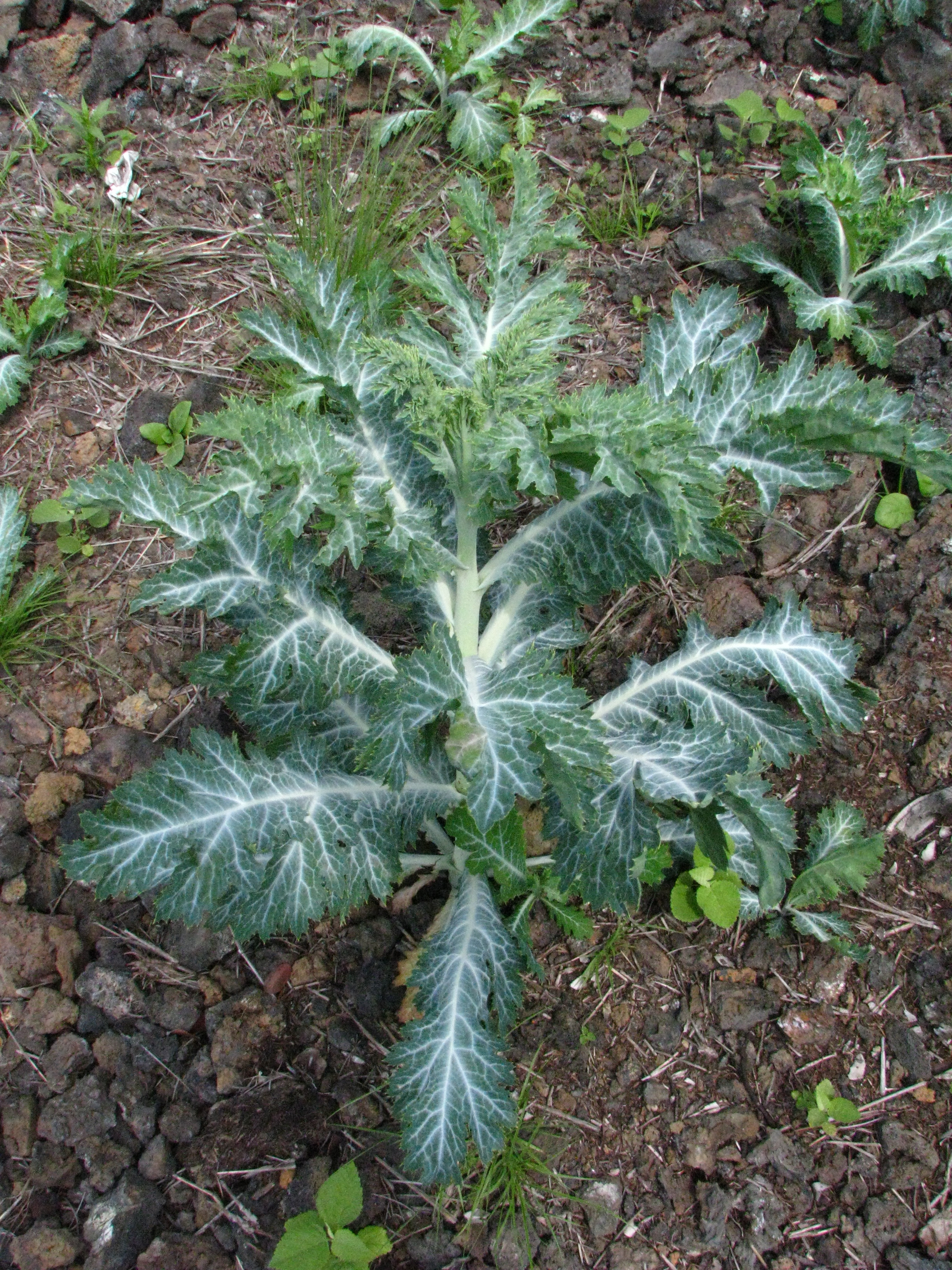
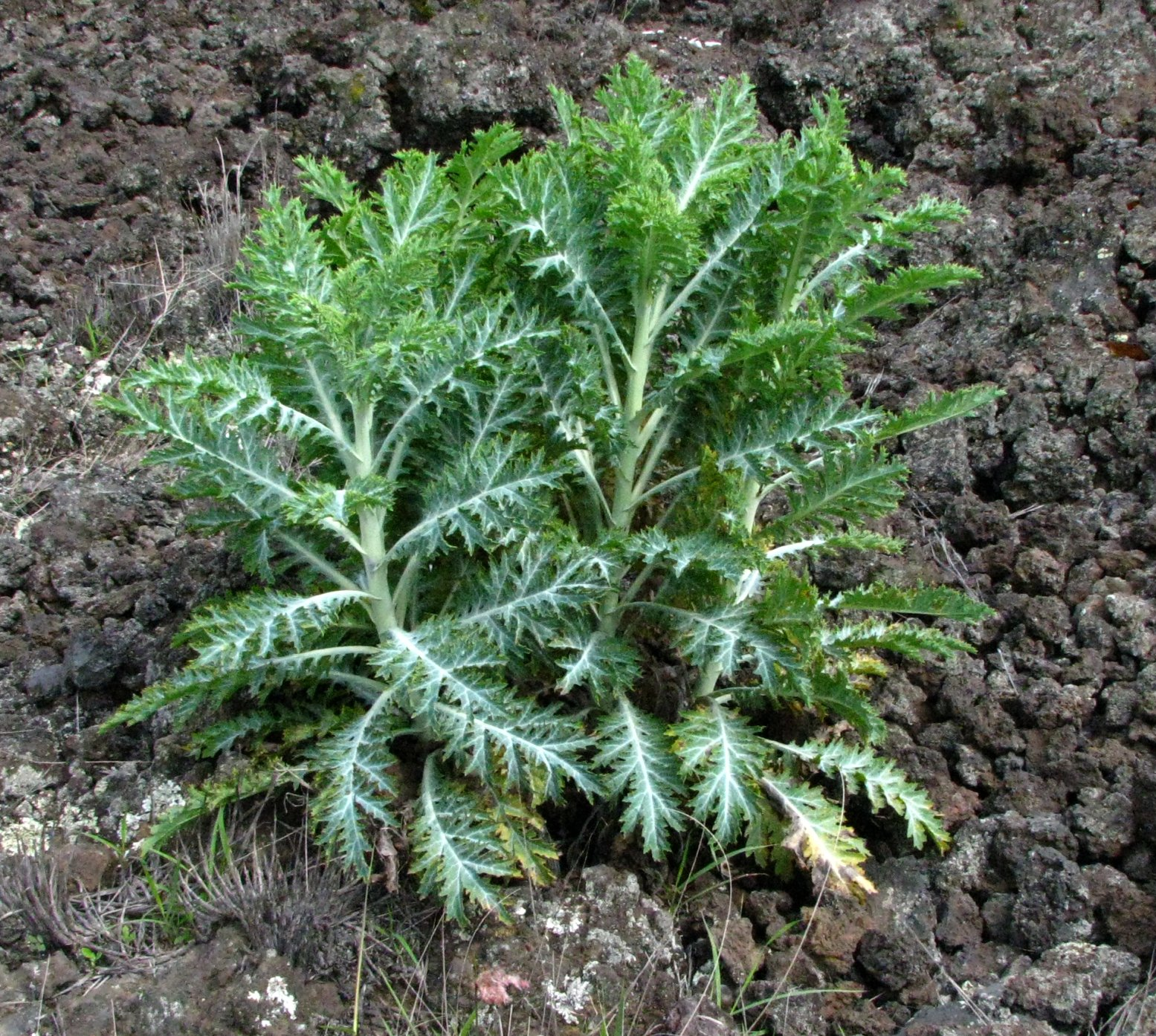
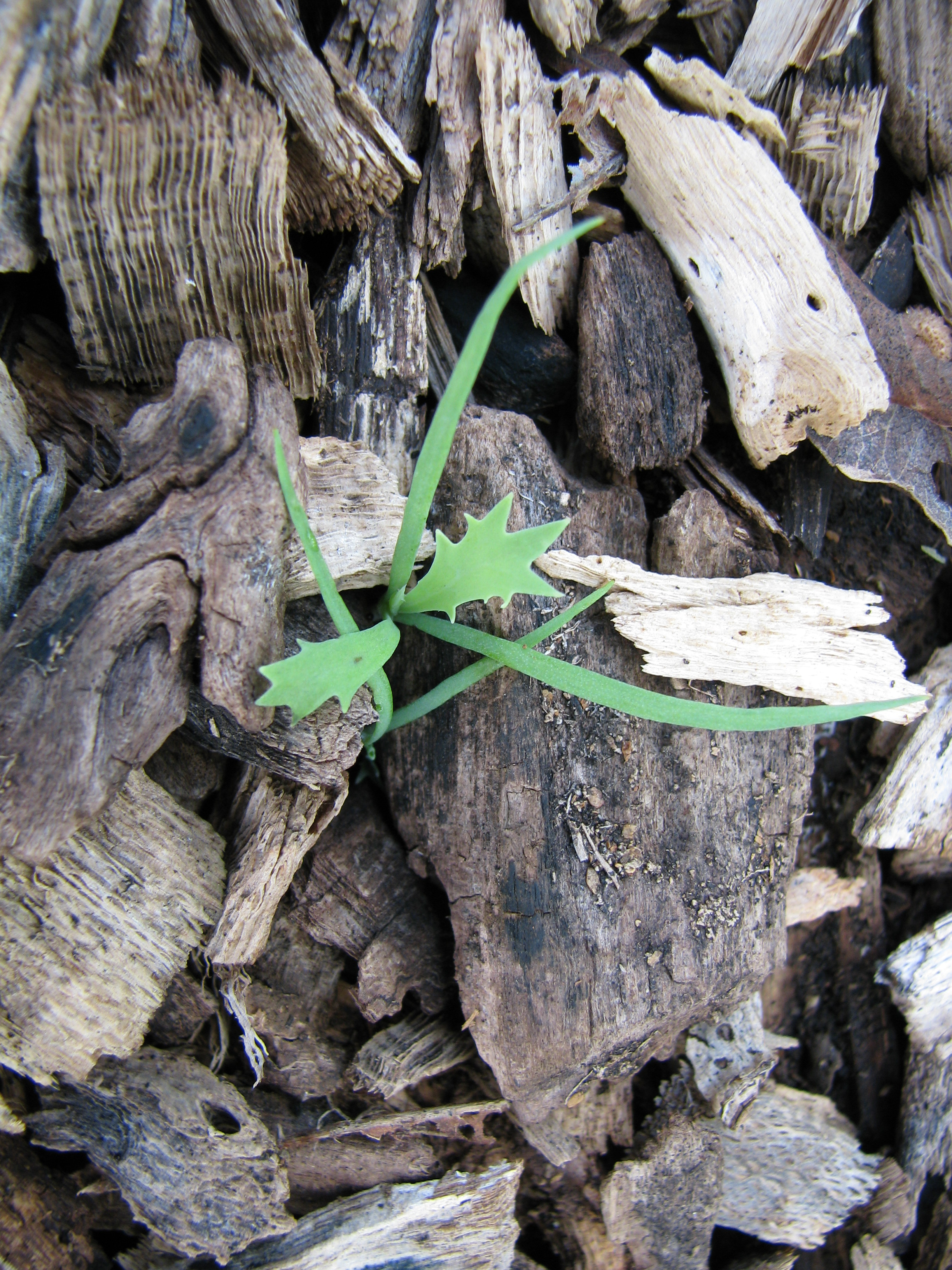
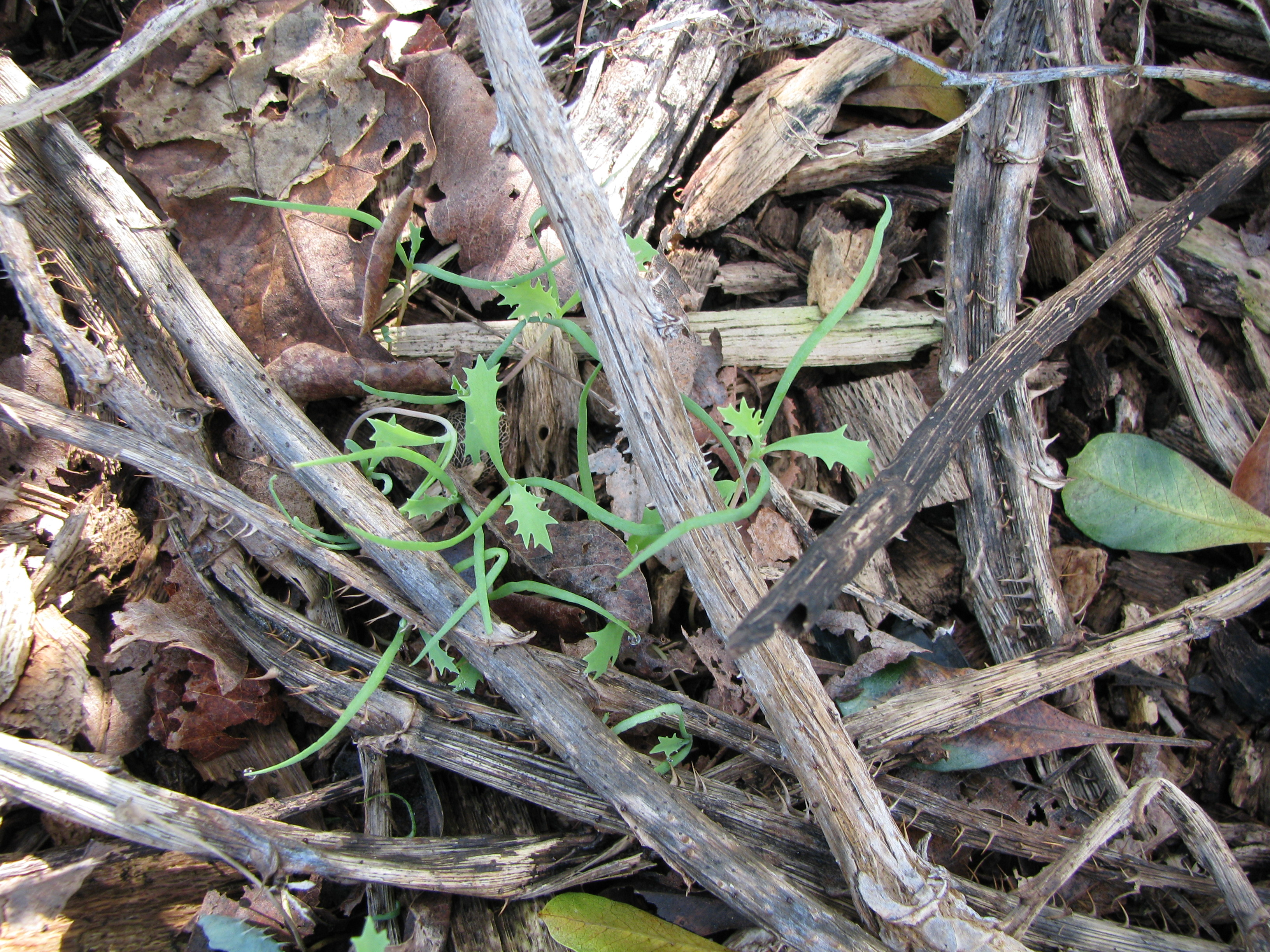